# بگذار قلب بتپد
بگذار قلب بتپد (به هندی: Dil Dhadakne Do) فیلمی است محصول سال ۲۰۱۵ و به کارگردانی زویا اختر است. در این فیلم بازیگرانی همچون آنیل کاپور، شفالی شاه، پریانکا چوپرا، رانویر سینگ، انوشکا شارما، فرهان اختر، زارینا وهاب، پارمیت ستهی و ویکرانت مسی ایفای نقش کرده‌اند.